# César Mena Porta
César Mena Porta – piłkarz paragwajski, obrońca.
Razem z klubem Club Olimpia zdobył mistrzostwo Paragwaju w 1912, 1914 i 1916 roku.
Jako piłkarz klubu Olimpia wziął udział w turnieju Copa América 1922, gdzie Paragwaj został wicemistrzem Ameryki Południowej. Mena Porta zagrał w czterech meczach - z Brazylią, Chile, Urugwajem i Argentyną. W decydującym o mistrzowskim tytule barażu z Brazylią zastąpił go Ramón González.
Rok później wziął udział w turnieju Copa América 1923, gdzie Paragwaj zajął trzecie miejsce. Mena Porta zagrał w dwóch meczach - z Argentyną i Urugwajem.
Wziął udział w turnieju Copa Chevallier Boutell 1924, gdzie zagrał w obu meczach z Argentyną.
Trzeci i ostatni raz w mistrzostwach kontynentu wziął udział podczas turnieju Copa América 1925, gdzie Paragwaj zajął ostatnie trzecie miejsce. Mena Porta zagrał w dwóch meczach - po jednym meczu z Argentyną i Brazylią.
W 1925 roku razem z Olimpią zdobył jeszcze jeden tytuł mistrza Paragwaju.